# Derek Barnett
Derek Barnett (Nashville, Tennessee, 25 de junio de 1996) es un jugador profesional estadounidense de fútbol americano que se desempeña en la posición de defensive end en Houston Texans, equipo de la National Football League (NFL).

## Carrera
Fue seleccionado en la primera ronda en la Reunión Anual de Selección de Jugadores de la NFL de 2017. Hizo su debut profesional con el equipo Philadelphia Eagles, en el cual jugó siete temporadas (2017-2023), posteriormente pasó a Houston Texans, donde lleva jugando dos temporadas.